# 清水晶大
清水 晶大（しみず あきひろ、1995年2月18日 - ）は、トップイースト-Bクリーンファイターズ山梨に所属するラグビー選手。

## プロフィール
- 大阪府出身[1]。
- ポジションはスタンドオフ(SO)。
- 身長 175 cm、体重 85 kg
- ニックネームはあき、あきひろ。
- キング・カルロスと呼ばれている[2]。

## 来歴
2013年、京都成章高校卒業後、関西学院大学に入学する。
2016年、関西学院大学ラグビー部の主将に就任した。
2017年、関西学院大学卒業後、神戸製鋼コベルコスティーラーズ(現・コベルコ神戸スティーラーズ)に加入。同年8月18日に行われたジャパンラグビートップリーグ第1節のNTTドコモレッドハリケーンズ戦にて途中出場で公式戦初出場を果たす。
2020年、豊田自動織機シャトルズ(現・豊田自動織機シャトルズ愛知)に加入。
2024年、クリーンファイターズ山梨に加入。